# Dubbele moraal
Er is sprake van een dubbele moraal wanneer eenzelfde persoon (of instelling) dezelfde handeling, uitgevoerd door twee verschillende personen, anders beoordeelt. Wanneer men bijvoorbeeld iemand streng straft en een ander omwille van dezelfde feiten milder straft of zelfs gunstig gestemd is, hanteert men duidelijk twee maten en gewichten. Niet de handeling dus, maar het profiel van de acteur en eventueel de relatie met deze, bepaalt het opvallende verschil in beoordeling. Er wordt een sociale vergelijking gemaakt en bij deze een bepaald onderscheid gevonden dat leidt tot een verschillende beoordeling. De hamvraag is niet waarom dit mag en dat niet, maar waarom deze mag en die niet?

## Theorie
Dat niet de handeling maar de persoon het voorwerp is van de morele beoordeling, betekent dat er geen sprake is van twee principieel of cultureel verschillende moralen maar van één enkele moraal waarbinnen een pragmatisch onderscheid gemaakt wordt tussen de minder-, even- of meerwaardige positie van de acteur. Adam Smith wees er al op dat men de grillen van een persoon met een hogere status sneller door de vingers ziet, terwijl men die van een ondergeschikte persoon zonder dralen afkeurt. Daartegenover staat dat door zijn of haar voorbeeldfunctie de kleinste misstap van een morele leider snel schandalig uitvergroot zal worden. Zij die vinden dat de bevoordeelde partij op gelijke voet behandeld had moeten worden, zullen natuurlijk verontwaardigd reageren. De bevoordeelde partij zelf zal vinden dat ze gerespecteerd werd omwille van haar betere relatie, positie of kwaliteiten en zal de voorkeursbehandeling waarvan ze geniet niet meer dan gepast vinden. De voorkeursbehandeling kan de geloofwaardigheid van de beoordelaar ernstig ondermijnen indien er sprake is van corruptie, discriminatie, uitgesproken partijdigheid of hypocrisie, namelijk wanneer men anderen ervan wil overtuigen normen te respecteren die men zelf niet hanteert.
Vele conflicten zijn aldus te herleiden tot dubbele moraalkwesties en als ze aanslepen is het niet omdat men de principes van de moraal betwist, maar omdat de bestaande hiërarchische verhoudingen, dus de minder-, even- of meerwaardige positie van de tegenpartij, als oorzaak van het onrecht worden ervaren en in vraag worden gesteld.
Alle dieren zijn gelijk, maar sommige dieren zijn meer gelijk dan andere.— Animal Farm van George Orwell

## Seksualiteit
De dubbele seksuele moraal is de praktijk dat er strengere restricties worden gelegd aan de seksualiteit en de seksuele autonomie van vrouwen dan aan die van mannen.